# Judith Tarr
Judith Tarr (* 30. Januar 1955 in Augusta, Maine) ist eine US-amerikanische Schriftstellerin. Zu ihren Veröffentlichungen zählen vor allem Fantasy- und historische Romane.
In Yale studierte sie antike und mittelalterliche Geschichte und danach klassische Geschichte, Latein und Englisch in Cambridge. Ihre Karriere als Schriftstellerin wurde von dem Schreiben von Fantasylektüren geprägt, die auch immer historische Elemente beinhalteten. Später wandte sie sich jedoch mehr den historischen Romanen zu. Neben ihrer Tätigkeit als Schriftstellerin züchtet sie auf ihrer Farm Lipizzaner.

## Werke (Auszug)

### Alamut
- Alamut, Doubleday Foundation 1989, ISBN 0-385-26435-6
  - Die Zauberin von Alamut, Bastei Lübbe 1991, Übersetzerin Lore Straßl, ISBN 3-404-28202-7 (Vorgeschichte zu Jäger der Inquisition)
- The Dagger and the Cross, Doubleday Foundation 1991, ISBN 0-385-41182-0

### Der Sohn der Sonne / Avaryan Rising
Alle übersetzt von Annette Charpentier.
- 1. The Hall of the Mountain King, Tor 1986, ISBN 0-312-94210-9
  - Der König von Han-Ianon, Goldmann 1990, ISBN 3-442-24504-4
- 2. The Lady of Han-Gilen, Tor 1987, ISBN 0-312-94271-0
  - Elians Schwur, Goldmann 1990, ISBN 3-442-24505-2
- 3. A Fall of Princes, Tor 1988, ISBN 0-312-93063-1
  - Der Krieg der Prinzen, Goldmann 1990, ISBN 3-442-24506-0
- 4. Arrows of the Sun, Tor 1993, ISBN 0-312-85263-0
- 5. Spear of Heaven, Tor 1993, ISBN 0-312-85543-5
- 6. Tides of Darkness, Tor 2002, ISBN 0-312-87615-7

### Devil’s Bargain
- 1. Devil’s Bargain, Roc / New American Library 2002, ISBN 0-451-45896-6
- 2. House of War, Roc / New American Library 2003, ISBN 0-451-52900-6

### Epona
Alle übersetzt von Regina Winter.
- 1. White Mare’s Daughter, Forge 1998, ISBN 0-312-86112-5
  - Zeit des Feuers, Goldmann 1999, ISBN 3-442-35163-4
- 2. The Shepherd Kings, Forge 1999, ISBN 0-312-86113-3
  - Zeit der Pharaonen, Goldmann 2002, ISBN 3-442-35412-9
- 3. Lady of Horses, Forge 2000, ISBN 0-312-86114-1
  - Zeit der Götter, Goldmann 2002, ISBN 3-442-35413-7
- 4. Daughter of Lir, Forge 2001, ISBN 0-312-87616-5

### Die Geheimnisse von Rhiyana / The Hound and the Falcon
Alle übersetzt von Sylvia Brecht-Pukallus.
- 1. Isle of Glass, Bluejay Books 1985, ISBN 0-312-94237-0
  - Die gläserne Insel, Droemer Knaur 2002, ISBN 3-426-70255-X
- 2. The Golden Horn, Bluejay Books 1985, ISBN 0-312-94190-0
  - Das goldene Horn, Droemer Knaur 2003, ISBN 3-426-70256-8
- 3. The Hounds of God, Bluejay Books 1986, ISBN 0-312-94218-4
  - Die heilige Stadt, Droemer Knaur 2003, ISBN 3-426-70257-6

### Das Magische Land / The War of the Rose
Als Kathleen Bryan. Alle übersetzt von Inge Wehrmann.
- 1. The Serpent and the Rose, Tor 2007, ISBN 0-7653-1328-6
  - Der Orden der Rose, Goldmann 2008, ISBN 978-3-442-46587-3
- 2. The Golden Rose, Tor 2008, ISBN 978-0-7653-1329-4
  - Das Amulett der Schlange, Goldmann 2008, ISBN 978-3-442-46588-0
- 3. The Last Paladin, Tor 2009, ISBN 978-0-7653-1330-0
  - Die Tochter des Lichts, Goldmann 2008, ISBN 978-3-442-46589-7

### White Magic
Als Caitlin Brennan.
- The Mountain’s Call, Luna 2004, ISBN 0-373-80210-2
- Song of Unmaking, Luna 2005, ISBN 0-373-80232-3
- Shattered Dance, Luna 2006, ISBN 0-373-80248-X

### Weiterer Roman
- Lord of two Lands, Tor 1993, ISBN 0-312-85362-9
  - Der Herr der zwei Länder, Goldmann 1996, Übersetzerin Inge Wehrmann, ISBN 3-442-43057-7

## Pseudonyme
- Caitlin Brennan
- Kathleen Bryan